# Ein Wiedersehen in Feindesland
Ein Wiedersehen in Feindesland ist ein propagandistischer, deutscher Kriegs-Stummfilm von 1915 aus der Hand von Fritz Freisler.

## Handlung
Die Handlung spielt zu Beginn des Ersten Weltkriegs. Ein deutscher Offizier trifft bei seinem Einsatz auf feindlichem Territorium seine frühere Braut wieder. Diese ist mittlerweile mit einem Grafen verheiratet und residiert mit ihm auf einem Schloss. Als patriotische Deutsche erkennt sie ihre jetzige Eheverbindung als Verrat am Vaterland an und will dafür Sühne leisten. Und so warnt sie die im Schloss einquartierten deutschen Soldaten, als diese vom Feind überfallen werden sollen. Damit rettet sie viele Menschenleben. Ihre „Heldentat“ muss sie mit ihrem Leben bezahlen.

## Produktionsnotizen
Ein Wiedersehen in Feindesland ist ein typisches Beispiel für einen filmischen Schnellschuss als unmittelbare Reaktion auf den Ausbruch des Ersten Weltkriegs. Der dreiaktige Film entstand im Eiko-Film-Atelier in Berlin-Marienfelde, besaß eine Länge von 866 Metern und 36 Zwischentitel. Ein Wiedersehen in Feindesland passierte die Filmzensur am 24. November 1914 und wurde am 8. Januar 1915 uraufgeführt.
Für Regisseur Freisler war dies seine erste Filmarbeit.

## Zeitgeschichtliche Einordnung
Oskar Kalbus versuchte 1935, aus einer nationalsozialistischen Sichtweise, unter der Kapitelüberschrift „Feldgrauer Filmkitsch“ eine Einordnung dieses Filmgenres, das vor allem 1914 und 1915 im Deutschen Reich eine wahre Hausse erlebte. Er schreibt:

„Ein gewisser Stamm routinierter Filmfabrikanten ließ sich aber nicht ängstlich machen. Zuerst einmal ließen sie ihre mannigfaltigen Beziehungen spielen, um vom Kriegsdienst befreit zu werden, denn sie fühlten sich, eingedenk eines altrömischen Erfahrungssatzes, berufen, in der ruhigeren Heimat dem deutschen Volk mit sensationellen Treffern „panem et circensis“ zu bieten, d.h. in ihrem Sinne: Erholung und Zerstreuung, Ermunterung und Ermutigung. Alles das sollte nun das Kino bieten. Man hoffte, daß die allgemeine Freude an den Siegen unseres Heeres den Wunsch nach Mitteilsamkeit, nach ablenkenden Erlebnissen und vor allen Dingen nach Zusammenballung der Menschen im „Theater des kleinen Mannes“ zeitigen würde. So entstand über den aktuellen Filmaufnahmen von den Kriegsschauplätzen hinaus der feldgraue Filmkitsch – oder der sogenannte „patriotische“ Film der Jahre 1914/15.“